# J Sports
J Sports, ex-Japan Sports Network, est un groupe japonais de chaînes de télévision sportive constitué de 4 chaînes.

## Historique
La première chaîne est lancée le 1er avril 1992 sous le J Sports ESPN[réf. nécessaire].
En 1995, Capital Cities/ABC indique qu'elle détient 20 % de Japan Sports Network.
La société est recrée le 5 septembre 1996 avec un nouvel actionnariat, le premier actionnaire était Jupiter Telecommunications.
Le 25 avril 1998, le groupe lance les chaînes J Sports 1 et J Sports 2. Le 1er septembre 1998, le groupe lance la chaîne J Sports Plus[réf. nécessaire].
Le 1er octobre 2003, la société se rebaptise J SPORTS Broadcasting Corporation.

## Actionnaires
- Jupiter Telecommunications Co., Ltd. : 80.5％
- SKY Perfect JSAT Corporation : 15.0％
- ESPN Inc.
- Tokyo Broadcasting System Holdings, Inc.

## Les chaînes
Les chaînes se partagent les évènements sportifs

### J Sports ESPN
- SportsCenter USA
- Friday Night Fights
- WWE Vintage Collection
- New Japan Pro Wrestling
- NCAA Basketball
- All Japan Intercollegiate Basketball Championship
- ITTF Pro Tour
- BWF Super Series
- Gillette World Sport
- Superbike World Championship

### J Sports 1
- J. League
- WWE NXT
- Formula Nippon

### J Sports 2
- Foot!
- Barça TV

### J Sports Plus
- Premier League
- FA Cup
- UEFA Champions League
- Ligue majeure de baseball
- National Basketball Association
- Ligue nationale de hockey
- Tour de France
- Super GT
- WWE Raw
- WWE friday night smackdown